# Président des États d'Aurigny

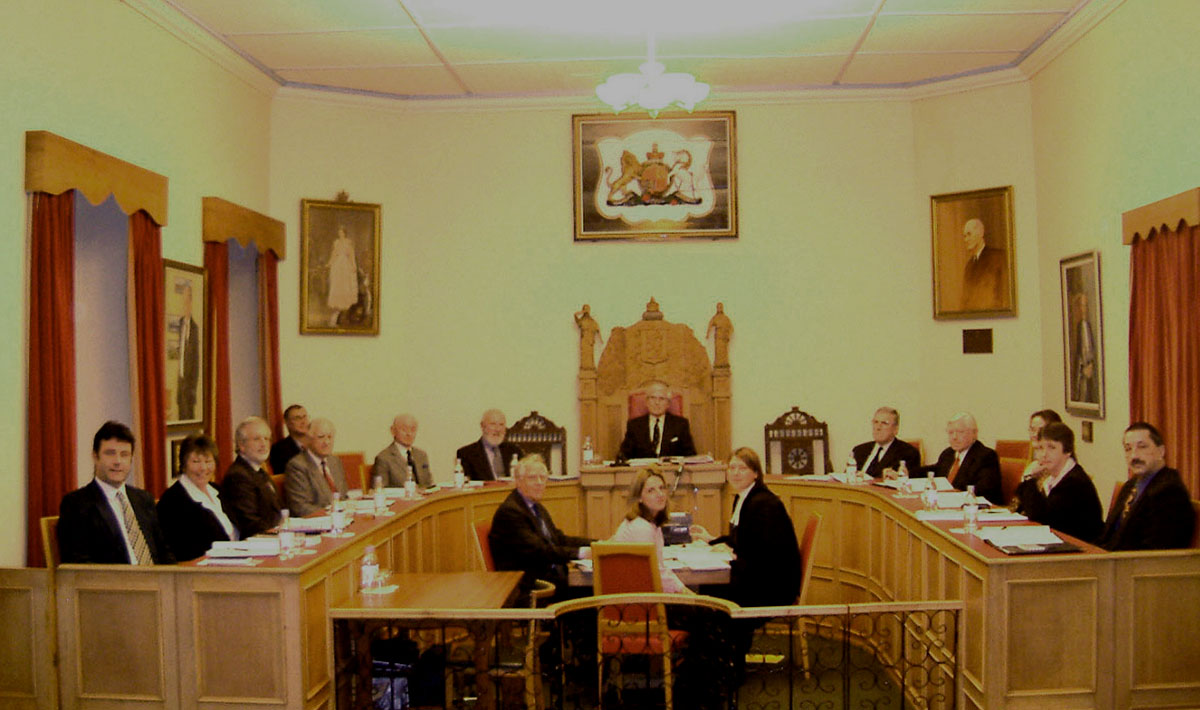
Le président des États d'Aurigny présidant une séance de l'assemblée.

Drapeau des États d'Aurigny.

Le Président des États d'Aurigny, désigné également sous le terme de Président d'Aurigny, est le chef de l'exécutif de l'île d'Aurigny élu par les membres composant l'assemblée parlementaire des États d'Aurigny depuis 1949.

## Histoire
Avant 1825, la gouvernance de l'île d'Aurigny était assumé par le Gouverneur d'Aurigny.
Entre 1825 et 1949, la fonction de président d'Aurigny était assumée par le juge d'Aurigny qui était l'officier supérieur de la magistrature à Aurigny, se classant au-dessus des six jurats de l'île Anglo-Normande. Le juge titulaire de cette charge présidentielle avait droit à un siège aux États d'Aurigny.
Durant la Seconde Guerre mondiale, la population de l'île fut évacuée. L'île d'Aurigny fut transformée en un vaste camp de concentration par les nazis durant l'occupation des îles Anglo-Normandes. Après la Libération, seule la moitié de la population revint sur son île dévastée par cinq années d'occupation. Les documents officiels et gouvernementaux avaient été détruits et perdus. Le Parlement du Royaume-Uni engagea rapidement une discussion sur le devenir politique et statutaire de l'île d'Aurigny. Le Conseil Privé décida que l'assemblée parlementaire des États de Guernesey devaient prendre en charge les institutions des États d'Aurigny. Une assemblée parlementaire fut constituée à Aurigny et soumise à l'autorité de celle de Guernesey. Depuis 1949, les États d'Aurigny désignent deux de ses membres pour siéger aux séances de délibérations des États de Guernesey.
Le Président des États d'Aurigny contrôle l'émission des billets de banque et de la monnaie de la Livre d'Aurigny. Il rédige les délibérations et rapports des débats des États d'Aurigny. Il débat avec le public et organise les événements civils et sociaux, y compris vins d'Honneurs et visites de dignitaires. Il remet également les Prix et distinctions aux personnalités diverses.
Depuis 2010, le lieutenant-gouverneur de Guernesey est recommandé à la Couronne britannique par un jury composé du bailli de Guernesey, du Seigneur de Sercq, et du Président des États d'Aurigny, ainsi qu'un professionnel des ressources humaines. Ce nouveau système remplace l'ancien qui prévoyait sa nomination par la Couronne sur la recommandation des ministres du Royaume-Uni. La première personnalité sélectionnée par ce processus a été l'ancien officier de la Royal Air Force Peter Brett Walker, qui a prêté serment le 15 avril 2011.